# Suuri Vasarajärvi
Suuri Vasarajärvi eller Vasarajärvi är en sjö i Finland. Den ligger i kommunen Nyslott i landskapet Södra Savolax, i den sydöstra delen av landet, 300 km nordost om huvudstaden Helsingfors. Suuri Vasarajärvi ligger 94,8 meter över havet. Den är 30 meter djup. Arean är 1,06 kvadratkilometer och strandlinjen är 10,72 kilometer lång. Sjön  ingår i Vuoksens huvudavrinningsområde. 